# John Stewart Bell
John Stewart Bell [džón stúart bél], irski fizik, * 28. junij 1928, Belfast, Severna Irska, † 1. oktober 1990, Belfast.

## Življenje in delo
Bell je diplomiral dvakrat, iz eksperimentalne fizike leta 1946 in matematične fizike leta 1949. Deloval je pri izdelavi atomskih reaktorjev in pospeševalnikov v Melvernu in Harwellu. Do leta 1953 je modeliral poti nabitih delcev skozi pospeševalnike. Brez pomoči računalnikov je delo zahtevalo dobro poznavanje fizikalnih načel in veliko mero izkušenosti. Pri tem je bil zelo uspešen. Od leta 1953 do 1954 je proučeval kvantno teorijo polja na Univerzi v Birminghamu. Leta 1954 se je poročil z Mary Ross. Doktoriral je leta 1956 na Univerzi v Birminghamu. Od leta 1960 je delal v Evropskem središču za jedrske raziskave CERN v Ženevi, pred tem pa je bil CERN-ov svetovalec pri izdelavi protonskega sinhrotrona.
Najbolj znano delo je objavil leta 1969 skupaj z Jackiwom v italijanski strokovni fizikalni reviji Il Nuovo Cimento o pojavu, ki ga je podrobno proučil Adler in se imenuje Bell-Jackiw-Adlerjeva anomalija. V tem času se po teoriji nevtralni pion ne bi smel razpasti na dva fotona, kar so opazili pri merjenjih. Bell, Jackiw in Adler so uspeli teoretično pojasniti opazovane razpade z dodatnimi »anomalnimi« členi, ki so izhajali iz divergenc kvantne teorije polja. Pogoj za »anomalnost«, ki bi uskladil teorijo s preskusi, je bil, da je bila vsota električnih nabojev osnovnih fermionov enaka nič. To je hkrati nakazovalo, da imajo kvarki tri barve, kar je danes že del standardnega modela. Prva družina osnovnih fermionov je vsebovala elektron z nabojem -1, nevtrino brez naboja in tri barve kvarkov z naboji 2/3 in -1/3. Če bi imel kvark samo eno barvo, bi bila vsota nabojev enaka -2/3 in ne enaka nič.
Bell je leta 1967 predlagal, da bi šibke jedrske interakcije opisali z umeritveno teorijo. Njegovi misli je sledil njegov sodelavec Veltman. Veltmanov raziskovalni študent 't Hooft je kasneje pokazal, da lahko v umeritveni teoriji »renormalizirajo«, oziroma se znebijo neželenih neskončnih količin. To je zahtevalo mase za delce, ki so danes znani kot W in Z bozoni in nosijo šibko jedrsko silo. Standardni model fizike delcev temelji na umeritvenih teorijah. Veltman in 't Hooft sta s tega področja prejela Nobelovo nagrado za fiziko leta 1999.
Leta 1964 je Bell napisal članek o paradoksu EPRB, miselnem preskusu iz leta 1935, in začuda kot Einsteinov pristaš pokazal, da je bil Einstein v zmoti. Hotel je prav nasprotno pokazati, da ima Einstein prav. V članku, ki je izšel šele leta 1966 v Reviews of Modern Physics, je ovrgel tudi von Neumannov dokaz iz leta 1932, da v kvantni teoriji ne more biti skritih spremenljivk. Tukaj se je naslonil na osamljeno delo Louisa de Broglieja in Bohma, ker je von Neumannova knjiga z dokazom izšla v angleščini šele leta 1955. O skritih spremenljivkah je bral že v študentskih letih in ga je zanimal dokaz, da skrite spremenljivke ne morejo obstajati. De Broglie in Bohm sta pokazala, da skrite spremenljivke sodijo v kvantno fiziko, še posebej lege delcev. Njuna teorija je znana tudi kot vzročna interpretacija kvantne teorije. Zavračala sta jo tako Einstein kot Niels Bohr.
V letu 1972 je Bell postal član Kraljeve družbe v Londonu. Leta 1988 je prejel Diracovo medaljo in nagrado Fizikalnega inštituta (IoP) in leta 1989 Dannie Heinemanovo nagrado za matematično fiziko Ameriškega fizikalnega društva, predlagali pa so ga tudi za Nobelovo nagrado za fiziko, vendar je ni prejel.
Njegove posmrtne ostanke so kremirali. Žara z njegovim pepelom je bila pokopana v kolumbariju Cimetière de Saint-Georges v Ženevi.
Andrew Whitaker z Oddelka za čisto in uporabno fiziko, Univerze Queen's iz Belfasta piše izčrpen Bellov življenjepis.